# شجرة الحياة (فلم)
شجرة الحياة (The Tree of Life) فيلم دراما أمريكي إنتاج عام 2011، إخراج وسيناريو تيرينس ماليك وبطولة براد بيت وشون بن وجيسيكا شاستاين، العرض الافتتاحي له كان في مهرجان كان السينمائي 2011، وقد حصل المخرج تيرينس ماليك على جائزة السعفة الذهبية لفئة أفضل فيلم في المهرجان.

## القصة
يتحدث الفيلم عن عائلة من تكساس في منتصف الستينيات، ويروي علاقة أفراد هذه العائلة مع بعضهم البعض من خلال نظرة فلسفية عن الحياة، ,كما يتضمن الفيلم مشاهد عن نشأة الأرض وتكون الحياة,

## وصلات خارجية
- مقالات تستعمل روابط فنية بلا صلة مع ويكي بيانات
- الموقع الرسمي